# Chiesa di San Martino (Torre Boldone)
La chiesa di San Martino vescovo  è il principale luogo di culto cattolico di Torre Boldone, in provincia di Bergamo, la facciata principale si apre su piazza Guglielmo Marconi.

## Storia
L'antica chiesa di San Martino risalente al XI secolo, nel corso del tempo, non rispondeva più alle esigenze del territorio che, se originariamente era sparso nella campagna con le cascine dei contadini, lentamente stava modificando, con lo sviluppo del nuovo nucleo urbano accanto alla Roggia Serio Grande tanto che don Pietro Marinoni, quando vide che era volontà dei torreboldonesi di costruire una chiesetta sulla località Ronchella, dove vi era il cimitero degli appestati del 1630, per timore che la comunità si dividesse, decise di costruire una nuova chiesa più ampia e centrale. Scelse il campo della fornace di proprietà del capitolo della chiesa alessandrina di Bergamo, terreno ottenuto grazie allo scambio con alcune proprietà della parrocchia.
L'edificio fu progettato da Giovan Battista Caniana e costruito a spese della comunità. Il 14 novembre 1745 da monsignor Carlo Lenzi 
fu intitolata a San Martino di Tours ottenendo il titolo di Prepositurale nel 1776.

Furono trasferite le opere d'arte e le reliquie presenti nell'antica parrocchiale detta poi di San Martino vecchio. Nella nuova chiesa furono seppellire i morti come era uso, il primo risulta fosse un bambino. I sacerdoti furono sepolti sotto l'altare maggiore mentre la gente comune nella navata.
In seguito fu costruito il corpo staccato del campanile, con l'orologio collocato nel 1811 e le campane collocate nel 1818. Furono poi requisite durante il secondo conflitto mondiale per diventare materiale bellico; furono rifuse nuove campane e poste sul castello del campanile solo nel 1964. Il 25 settembre 1864 il vescovo Pietro Luigi Speranza consacrò la nuova chiesa, che però risultò subito piccola per la comunità che era in continua crescita. Il progetto di ampliamento fu realizzato da Elia Fornoni che propose l'allungamento dell'aula verso il sagrato, realizzato poi nel 1892. Solo nel 1964 fu consacrato l'altare dal vescovo Clemente Gaddi.

## Descrizione

### Esterno
La chiesa che si presenta a croce latina, è preceduta da un sagrato in porfido stilato che la circonda sui lati est e ovest. La facciata, molto semplice, rende molto visibile l'allungamento realizzato nel Novecento da Elia Fornoni, modificando la parte antica che si presentava con pianta a croce greca. Visibile la cupola sorretta da otto contrafforti terminanti con statue raffiguranti i santi Martino, Margherita, Giovanni Battista, Ambrogio, Celestino papa, Giacomo, Alessandro ed Eufrosia. Ha una campitura con due lesene e un cornicione che divide la facciata in due ordini, quello inferiore con il portale in rame sbalzato del XX secolo opera di Claudio Nani, inserito nell'originale portale in marmo di Zandobbio, mentre la sezione superiore presenta una finestra semicircolare che originariamente raffigurava il san Martino a cavallo poi persa e sostituita con una avente una raffigurazione più moderna. La facciata termina con una trabeazione triangolare con le statue di Maria e di due angeli. 
Discosto dal corpo della chiesa, vi è la torre campanaria in cotto stilato.  Questa ha una base quadrata che salendo prende la forma ottagonale terminante con una piccola cupola.

### Interno
L'interno ha una caratteristica particolare grazie alla ristrutturazione del XIX secolo riprendendo sia la conformazione a croce latina con la navata più lunga dei transetti che l'antica conformazione a croce greca nella parte verso il presbiterio.
All'incrocio della navata con il transetto è visibile la conformazione ottagonale terminante con la cupola che poggia su quattro archi a tutto sesto poggianti su quattro pilastri. Nei vani ricavati vi sono due altari e due confessionali.

Le pareti sono completamente affrescate in barocco lombardo, così come la cupola che raffigura nella tazza centrale la Gloria di san Martino accolto dalla Trinità, dalla Vergine Maria e dai Santi; i sottarchi raffigurano le virtù teologali, mentre l'arco trionfale presenta l'immagine del santo ungherese morente circondato da molte persone e dal diavolo che attende la sua anima, attesa inutile; la raffigurazione prosegue con un giovane Martino che viene accompagnato in paradiso. Tutte opere eseguite da Federico Ferrari, artista milanese. I dipinti a fresco della chiesa furono eseguiti da numerosi artisti bergamaschi che seguirono i disegni di Virginio Muzio: Fermo Taragni, Giacomo Bosis e Alberto Maironi..
Si accede al presbiterio da tre gradini. L'altare venne posto nel 1964 e acquistato da don Carlo Angeloni dalla chiesa della confraternita di sant'Anna di Asigliano Vercellese che lo voleva sostituire. L'abside termina con il coro ligneo e due grandi nicchie. 
Nella chiesa si conservano numerose opere d'arte tra cui Madonna in trono e santi opera di Filippo Comerio, raffigurante la Madonna in trono con i santi Martino, Margherita di Antiochia; il Martirio di santa Margherita e Pietà e Santi di Carlo Ceresa, L'annuncio ai pastori e La liberazione di san Pietro, entrambi opere di Antonio Cifrondi; Mosè rimprovera Aronne di Saverio Fornoni, Mosè salvato dalle acque, opera di Isabella Pagnoncelli, e La Vergine del rosario, lavoro di Giacomo Cotta, e Morte, la Gloria di San Martino e le Virtù teologali di Federico Ferrario.